# Lingue barito orientali
Le lingue barito orientali sono un sottogruppo di lingue del ramo delle lingue maleo-polinesiache appartenente al gruppo delle lingue austronesiane.
Sono parlate sull'isola del Borneo, nel Kalimantan, in Indonesia ed in Madagascar.

## Classificazione
La classificazione delle lingue barito orientali resta discussa. Infatti, spesso, queste lingue sono presentate come apparentate agli altri gruppi di lingue barito del Borneo, formando un gruppo unico: lingue gran barito.
Questa parentela tra i gruppi barito non è accettata dai linguisti Malcolm Ross ed Adelaar. Per loro, le lingue barito orientali, come le lingue barito-mahakam e le lingue barito occidentali, formano sottogruppi diversi del gruppo di Lingue maleo-polinesiache occidentali.
Anche Blust esclude le lingue barito dal suo gruppo: lingue del Borneo settentrionale, come altri gruppi presenti sull'isola, quali, le lingue dayak di terra e le Lingue kayanik.
Per la maggior parte degli studiosi, invece, il collegamento del malgascio al gruppo barito orientale è generalmente accettato.

## Lista delle lingue
Le lingue barito orientali sono:
- lingue settentrionali:
  - Lingua lawangan [codice ISO 639-3 lbx]
  - Lingua tawoyan [twy]
- lingue del centro-sud:
  - Lingua dusun deyah [dun]
  - Lingua dusun malang [duq]
  - Lingua dusun witu [duw]
  - Lingua ma'anyan [mhy]
  - Lingua paku [pku]
- lingue malgasce:
  - Lingua bushi [buc]
  - Lingua bara [bhr]
  - Lingua betsimisaraka meridionale [bzc]
  - Lingua betsimisaraka settentrionale [bmm]
  - Lingua masikoro [msh]
  - Lingua merina o dell'altopiano [plt]
  - Lingua sakalava [skg]
  - Lingua antandroy
  - Lingua antanosy
  - Lingua antankarana [xmv]
  - Lingua tsimihety [xmw]